# سنترویل، شهرستان جکسون، آرکانزاس
سنترویل (به انگلیسی: Centerville) یک منطقهٔ مسکونی در ایالات متحده آمریکا است که در شهرستان جکسون، آرکانزاس واقع شده‌است. سنترویل ۷۷٫۱۲ متر بالاتر از سطح دریا واقع شده‌است.